# Isabellwürger
Der Isabellwürger (Lanius isabellinus) ist ein Singvogel aus der Gattung Lanius und der Familie der Würger (Laniidae). Der eher kleine Würger von sandfarbenem oder graubraunem Aussehen bewohnt ein ausgedehntes Gebiet zwischen dem Kaspischen Meer und Nord- und Zentralchina südostwärts bis ins Qaidam-Becken. Unter den paläarktischen Würgern ist er die Art mit den geringsten Farbkontrasten.
Alle Isabellwürger sind Zugvögel, vor allem die westlichen Unterarten Langstreckenzieher mit Überwinterungsgebieten in Arabien, Ostafrika, dem Niltal, westwärts bis an die afrikanische Atlantikküste. Die östlichen Populationen überwintern meist südlich ihrer Brutgebiete in Nordwest- und Zentralindien und in Pakistan.
Isabellwürger brüten in Trockengebieten, Steppen und Halbwüsten, wo sie sich nach Würgermanier als Ansitzjäger vor allem von Insekten, seltener auch von kleinen Wirbeltieren ernähren.
Die Taxonomie des Isabellwürgers ist kompliziert und umstritten. Das HBW und andere Autoritäten unterscheiden neben der Nominatform drei weitere Unterarten, russische Ornithologen, aber auch das IOC und Avibase trennen den Turkestanwürger (Lanius phoenicuroides) von diesem Komplex als eigenständige Art ab. Schwesterart ist der Neuntöter, mit dem der Isabellwürger hybridisiert und fruchtbare Nachkommen hervorbringt. In nächster verwandtschaftlicher Nähe steht auch der Braunwürger.
In Europa ist die Art ein seltener, jedoch in zunehmender Häufigkeit beobachteter Irrgast; die meisten Nachweise stammen aus Großbritannien und Helgoland. Isabellwürger sind in größeren Abständen auch schon mehrfach in Mitteleuropa festgestellt worden.
Die IUCN sieht zurzeit keine der Unterarten als gefährdet an.

## Aussehen

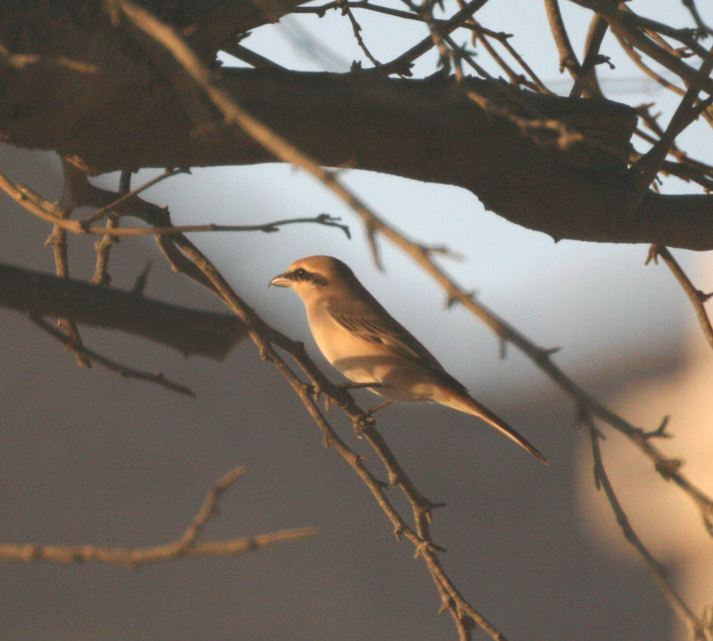
Lanius (isabellinus) phoenicuroides, Weibchen

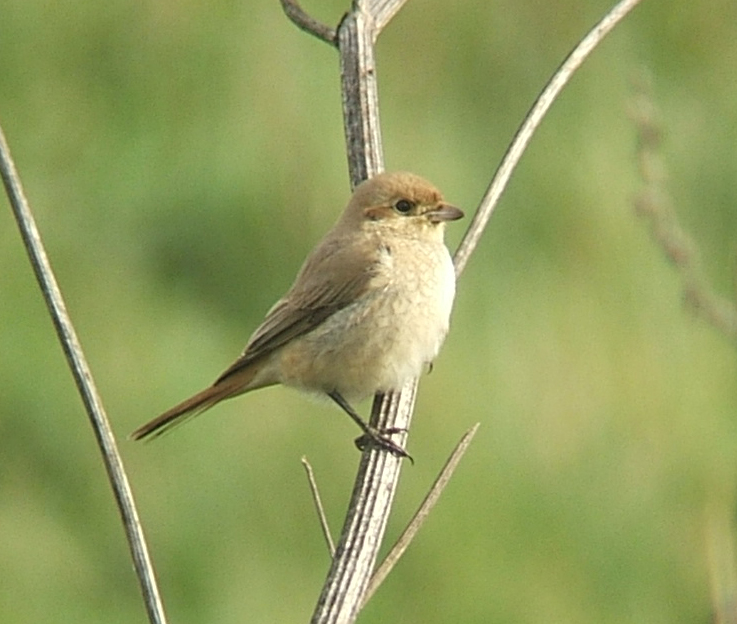
Ein wahrscheinlich aufgrund eines Umkehrzuges nach Northumberland verflogener juveniler Isabellwürger

Isabellwürger sind mit 17–19 Zentimetern Körpergröße ebenso groß und mit einem Gewicht um die 30 Gramm ebenso schwer wie der Neuntöter, mit dem die Art im westlichen Teil ihres Verbreitungsgebietes sympatrisch vorkommt. Während ausgefärbte Männchen im Allgemeinen feldornithologisch sicher bestimmbar sind, ist die Unterscheidung von Juvenilen, Immaturen, aber auch von Weibchen mit solchen von Neuntöter und Braunwürger schwierig. Ein Größen- und Gewichtsdimorphismus besteht nicht, der Färbungsdimorphismus ist aufgrund der eher blassen, verwaschenen Grundfärbung der Männchen nicht so auffällig wie beim Neuntöter, jedoch noch klar erkennbar.
Der Isabellwürger ist eine polytypische Art, von der sich zwei Färbungsgruppen unterscheiden lassen: Die Nominatform und L. (i). phoenicuroides sind auf der Oberseite gesättigter, stärker bräunlich gefärbt, während das Federkleid von L. i. arenarius und L. i. tsaidamensis blasser ist und auf der Oberseite überwiegend graubräunliche Farbtöne aufweist. In der zweiten Gruppe ist der Färbungsdimorphismus weniger deutlich.
Der Scheitel ist hellgrau, die Stirn leicht isabellfarben; zum Nacken und oberen Mantel hin wird das Grau intensiver und nimmt am Rücken einen bräunlichen Ton an. Die würgertypische schwarze Maske beginnt über dem Schnabelspalt, bedeckt meist nur die untere Hälfte der Augen und verläuft – sich deutlich verbreiternd – bis weit hinter die Ohrdecken. Am Oberrand ist sie von einem reinweißen Überaugenstreif begrenzt. Der Bürzel ist hell rostrot, die Schwanzoberseite etwas dunkler rotbraun. Die Schwingen sind dunkel braunschwarz. Die Großen Deckfedern sowie die Armschwingen sind cremefarben gerandet. Die Basis der inneren Handschwingen ist weiß, wodurch beim sitzenden Vogel ein kleiner, oft verdeckter Flügelspiegel entsteht, beim fliegenden ein schmales, sichelförmiges Flügelfeld. Die Kehle ist weiß, die Unterseite sand- oder isabellfarben, mit einer intensiveren Farbtönung an den Flanken und auf der Bauchunterseite. Der Schnabel ist dunkelbraun bis schwarz, die Beine und Zehen sind dunkelgrau, die Iris ist dunkelbraun.
Weibchen weisen eine ähnliche Farbverteilung wie die Männchen auf, sie sind jedoch bedeutend kontrastärmer, verwaschener, insgesamt einheitlicher sandfarben. Die Kehle ist matt weiß bis cremefarben, die Maske braungrau, kürzer und schmäler als bei den Männchen, die Unterseite auf cremeweißlichem Grund unterschiedlich deutlich rostbräunlich gesperbert und geflockt. Das Flügelfeld ist kleiner und nur unwesentlich heller als die übrigen Handschwingen. Der Unterschnabel ist rosa getönt.
Jungvögel sind noch blasser, uniformer gefärbt. Die Oberseite ist graubraun und weist eine sehr dichte, aber nicht immer deutliche Bänderung auf. Die Gesichtsmaske ist auf einen braunen Fleck an den Ohrdecken reduziert. Die Unterseite ist cremefarben und meist deutlicher gesperbert und geflockt. Der Schwanz ist auf der Oberseite kastanienbraun.

## Mauser
Es wurden zwei unterschiedliche Mauserstrategien beobachtet: Die meisten Südwestzieher, also Vögel der Unterart L. i. phoenicuroides, und ein Teil jener der Nominatform mausern nachbrutzeitlich den Großteil des Kleingefieders, die Steuerfedern sowie einige der Schwingen. In den Überwinterungsgebieten wechseln sie vor dem Heimzug noch einmal das gesamte Gefieder. Süd- und Südostzieher sowie Kurzstreckenzieher, hauptsächlich Vögel der Unterarten L. i. arenarius und L. i. tsaidamensis, wechseln noch vor dem Wegzug das gesamte Gefieder und haben in den Überwinterungsgebieten keinen weiteren Gefiederwechsel.

## Lautäußerungen
Insgesamt weisen die Rufe und der Gesang von Neuntöter und Isabellwürger große Ähnlichkeiten auf. Der Gesang ist ein relativ leises, meist melodiöses Dahinmurmeln und -schwatzen, durchsetzt mit Imitationen von anderen Vogelgesängen und Lauten. Der Gesang dient ausschließlich der Paarbildung und Festigung der Bindung, er hat keine territoriale Funktion. Das Rufrepertoire ist vielfältig. Der häufigste Territorialruf ist ein lautes, scharfes Kschä-kschä, das vielfach abgewandelt werden kann. In der Tonqualität ebenfalls scharfe, mehrfach gereihte tseä…tseä-Rufe stehen ebenso in einem territorialen Kontext. Stärker sexuell motiviert sind etwas weichere zweisilbige zotsät- und kou-ig-Rufreihen sowie ein leiser, hoher Triller. Alarmrufe sind ein häherartiges Kreischen sowie ein schnell wiederholtes Tscheck…tscheck…tscheck. Neben den Alarmrufen, die auch von den Weibchen verwendet werden, ist von diesen als häufigster Kontaktruf ein Zschä…zschä zu hören.

## Verbreitung und Lebensraum

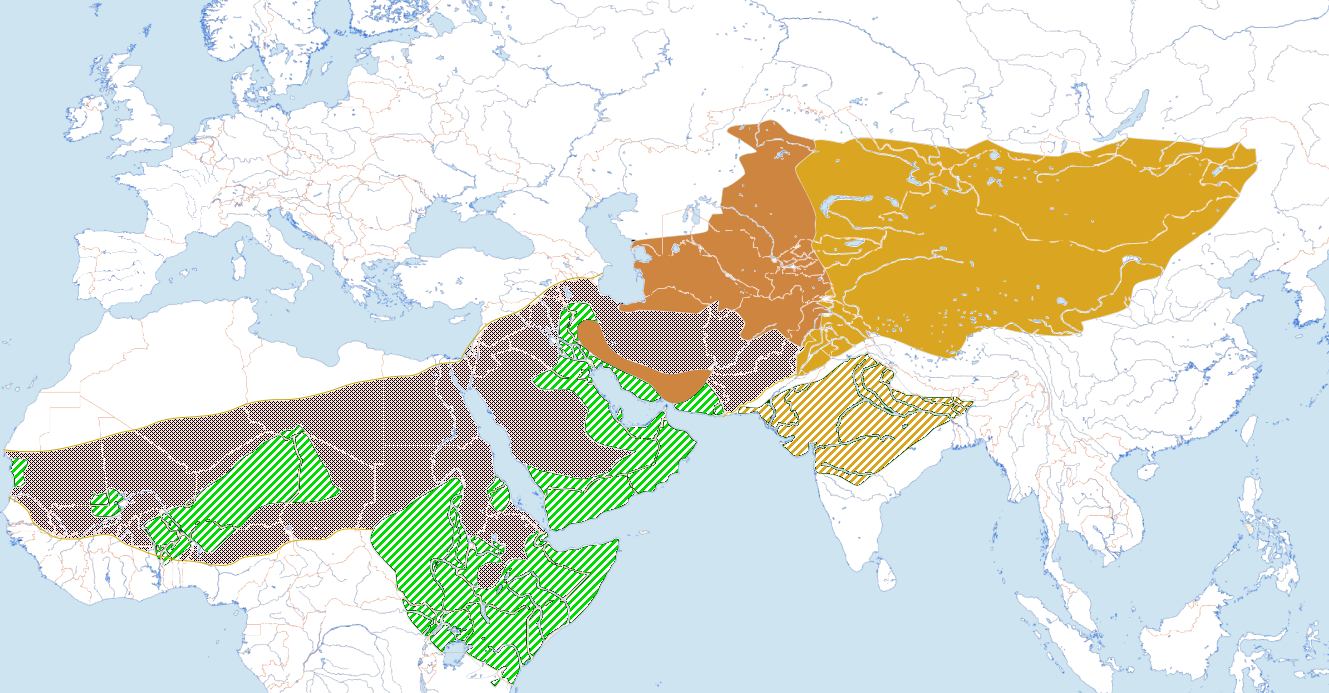
Verbreitung des Isabellwürgers und des Rotschwanzwürgers
ocker: Brutgebiet des Isabellwürgers
hellbraun: Brutgebiet des Rotschwanzwürgers
ocker gestreift: Überwinterungsgebiet des Isabellwürgers
grün gestreift: Überwinterungsgebiete beider Arten
dunkles Netz: Zugkorridor beider Arten

Der Isabellwürger ist vor allem eine zentralasiatische Würgerart. Seine Vorkommen liegen östlich des Kaspischen Meeres und erstrecken sich in einem breiten, nach Osten hin schmäler werdenden Gürtel bis etwa 120° Ost, wobei die tatsächliche östliche Verbreitungsgrenze nicht genau bekannt ist.
Nach Norden reicht sein Verbreitungsgebiet bis in die südlichen Randbereiche der Taiga. Die Südgrenzen bildet im Osten die Gebirgskette des Nan Shan beziehungsweise das Qaidam-Becken, nach Osten dehnen sich die Verbreitungsgebiete bis in die Innere Mongolei und Níngxià aus. Im Westen besteht eine vom geschlossenen Verbreitungsgebiet von L. (i.) phoenicuroides getrennte, große Verbreitungsinsel im südlichen und östlichen Iran. Die Ostgrenze des Verbreitungsgebietes dieser Art/Unterart ist schwer festzulegen. Sicher reicht sie im Südosten bis nahe an die Vorberge des Tian Shan und im Norden berührt sie die westliche Grenzregion des Altai.
Die Überwinterungsgebiete der Süd-Südost- und der Südwestzieher aus den östlichen Verbreitungsgebieten der Art liegen im südlichsten Pakistan sowie in Nord- und Zentralindien, die der Südwest- und Westzieher der Nominatform vor allem auf der Arabischen Halbinsel, im Niltal sowie in Nordost- und Ostafrika. Einige Populationen überwintern jedoch auch in der Sahelzone des nördlichen Zentralafrikas westwärts bis in die Halbwüstengebiete Mauretaniens an der Atlantikküste. In Afrika liegen die Überwinterungsgebiete des Isabellwürgers nördlich von jenen des Neuntöters. Sie sind meist weiträumig von diesen getrennt, nur im nördlichen Uganda könnte es eine Überlappungszone geben.
Isabellwürger bewohnen vor allem trockene Lebensräume, wie Steppen und Halbwüsten, kommen jedoch auch in etwas feuchteren Gebieten, wie am Rande der großen Steppenseen, sowie in nur mäßig trockenen Berglagen vor. Wichtigstes Habitatrequisit sind, neben einem ausreichenden Angebot an Beutetieren, Büsche und niedrige Bäume als Ansitz und Nestträger. Häufig findet man Isabellwürger in mit Tamarisken, Saxaul und Senna, im Südwesten mit Pistazienbüschen bestandenen Gebieten, an kleinen Wasserläufen in Weiden- oder Akazienbeständen und in den Randbereichen der Schilfzonen der Steppenseen, wie etwa des Balchaschsees oder des Tengiz-Sees. In höheren Lagen sind vor allem Kurzrasenfluren mit einzelstehenden Wacholderbüschen und mit Rosengewächsen bebuschte Offenflächen am Rande lichter Nadelwälder geeignete Lebensräume. Isabellwürger brüten gelegentlich in geeigneten Habitaten am Rande kleiner Siedlungen, seltener auch in Parks, Obstgärten und anderen stark anthropogen gestalteten Landschaften.

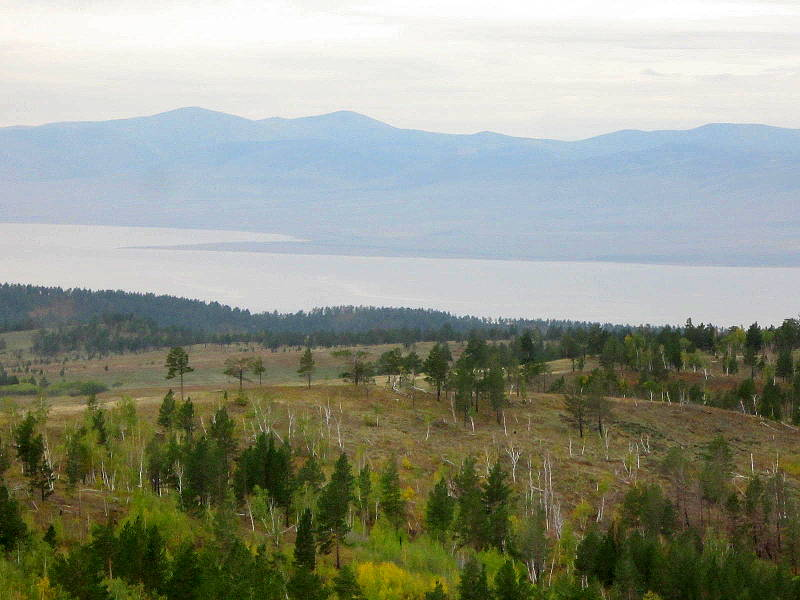
Die Nordgrenze des Verbreitungsgebietes liegt in Landschaften wie dieser am Gussinojesee.

Vertikal ist die Art von den Ebenen um 200 Meter bis in Höhen von 2500 Metern vertreten. L. (i.) phoenicuroides wurde bis in Höhen von 3500 Metern als Brutvogel festgestellt.
Die Brutdichte variiert regional sehr stark. Gebietsweise können alle Unterarten, vor allem aber L. (i.) phoenicuroides hohe Siedlungsdichten erreichen. In Buschzonen der kasachischen Steppe, wo die Art vor allem in Beständen der Hornmelde
nistet, betrug der Nestabstand etwa 100–150 Meter. Noch höhere Dichten mit Nestabständen um die 60 Meter konnten in einzelnen Flusstälern am Rande des Altai festgestellt werden. Dort sind die Aktivitätszentren balzender Männchen mit etwa 0,3 Hektar relativ klein. Detaillierte Angaben zu den Siedlungsdichten von L. i. arenarius und L. i. tsaidamensis sind nicht verfügbar.

## Wanderungen
Der Isabellwürger ist ein Zugvogel, dessen Wanderungsverhalten noch nicht ausreichend erforscht ist. Der Wegzug einiger Frühbrüter beginnt bereits Ende Juli. Bis Mitte September sind alle Brutgebiete weitgehend geräumt.
Die Überwinterungsgebiete sowie die Wegzugrichtung hängen vom Brutgebiet der jeweiligen Unterart ab. L. (i.) phoenicuroides und ein Teil der Würger der Nominatform ziehen in Südwestrichtung ab und überwintern zum Großteil im Niltal und in den Trockengebieten des nördlichen und zentralen Ostafrikas. Ein Teil bleibt jedoch schon auf der Arabischen Halbinsel, andere ziehen weiter westwärts bis ins nördliche Nigeria und an die Atlantikküste Mauretaniens. Vögel der Unterarten L. i. arenarius und L. i. tsaidamensis verbringen die Wintermonate im südlichen Pakistan, im südlichen und östlichen Iran, im östlichsten Irak sowie in Nord- und Zentralindien. Da die Himalayakette umflogen wird, zieht ein Teil dieser Vögel zuerst in Südostrichtung ab, um später nach Süden oder Südwesten einzuschwenken. Ein kleiner Prozentsatz der Erstzieher verbringt den ersten Sommer in den Überwinterungsgebieten.
Der Heimzug beginnt im Februar, meist mit Vögeln, die im Irak und im Iran überwinterten. Die meisten Würger der Nominatform und von L. (i.) phoenicuroides kehren bis Ende April zurück, die der beiden anderen Unterarten etwas später. Bis Ende Mai sind aber auch die Brutplätze dieser Unterarten wieder besetzt.

## Nahrung und Nahrungserwerb
Isabellwürger ernähren sich und ihre Jungen fast ausschließlich von Insekten. Wie die meisten Würger bevorzugen sie große Individuen, bei Massenauftreten werden aber auch kleine Arten gesammelt. Unter den Insekten überwiegen Käfer (vor allem Schnellkäfer, Schwarzkäfer und Blatthornkäfer), Grillen, Maulwurfsgrillen, Zikaden, Heuschrecken, Fangschrecken, Schmetterlinge und deren Raupen, Ameisen, Libellen und Hautflügler, darunter auch stechende Arten. Andere Wirbellose wie Spinnentiere und Würmer gehören zu den selteneren Beutetieren. Gelegentlich, offenbar besonders im Frühjahr nach Ankunft im Brutrevier, erbeutet die Art kleine Reptilien wie Steppenrenner, kleine Nagetiere, vor allem Rennmäuse sowie kleine Sperlingsvögel, hauptsächlich Nestlinge und frischflügge Jungvögel. In den Überwinterungsgebieten sind Nestlinge koloniebrütender Kleinvögel dagegen häufige Beutetiere dieser Würgerart, in Afrika besonders jene des Blutschnabelwebers.
Der Isabellwürger ist vor allem ein Wartenjäger. Der Großteil der Beutetiere wird von einem 1–3 Meter über Bodenniveau liegenden Ansitz aus erspäht und am Boden geschlagen. In einem weitaus geringeren Ausmaß gewinnt er seine Nahrung durch Absuchen des Bodens, Ablesen der Nahrungstiere von Substratoberflächen oder durch Flugjagd. Große, nicht verzehrte oder verfütterte Beutetiere werden in stachelbewehrten Sträuchern aufgespießt oder in Zweiggabeln eingeklemmt.

## Verhalten
Detaillierte Angaben zum allgemeinen und zum Territorialverhalten der Art sind nur für L. (i.) phoenicuroides und in geringerem Ausmaß für die Nominatform verfügbar. Die wesentlichsten Verhaltensweisen gleichen weitgehend jenen des Neuntöters. Isabellwürger sind tagaktiv; sie leben zur Brutzeit in einer saisonalen Paarbindung, außerbrutzeitlich weitgehend solitär. Die Paarbildung vollzieht sich in den ersten Tagen nach Ankunft der Weibchen im Brutrevier, seltener bereits bei Rastaufenthalten während des Heimzuges. Isabellwürger errichten Brutterritorien und sind auch außerbrutzeitlich territorial. Nachbarterritorien können weiträumig überlappen, ohne dass es zu ernsten Auseinandersetzungen zwischen benachbarten Paaren kommt. Berührungskämpfe wurden nie beobachtet. Intensiver behauptet und verteidigt werden nur die unmittelbare Umgebung des Nistplatzes, die Spießplätze sowie einige Ansitze innerhalb des Reviers. Markiert wird das Territorium durch niedrige, langsame Schauflüge und Rufreihen in aufrechter Position an markanten Stellen. Die Drohgesten beinhalten das typische Würgerrepertoire, wie Kopfnicken, Buckelposition, Schwanz- und Flügelspreizen sowie Schnabelzeigen. Immer sind sie von lauten Rufreihen begleitet.

## Brutbiologie
Die Männchen erscheinen zuerst im Brutgebiet und besetzen ein Revier. Die Balz und Paarbindung vollzieht sich sehr schnell, oft innerhalb weniger Stunden. Die wesentlichsten Elemente sind das aufrechte Sitzen der potentiellen Partner sehr nahe beieinander, wobei das Männchen unentwegt ruft und singt. Danach verbeugt es sich rhythmisch und dreht den Kopf, die Flügel und Schwanzfedern sind leicht gesträubt. Diese Elemente können sich mehrmals wiederholen, unterbrochen von ritualisierten Verfolgungsjagden, Nistplatzzeigen mit angedeutetem Nistmulden und Futterübergaben, bis erste Kopulationen die Paarbildungsphase beenden und Nestbauaktivitäten beginnen.

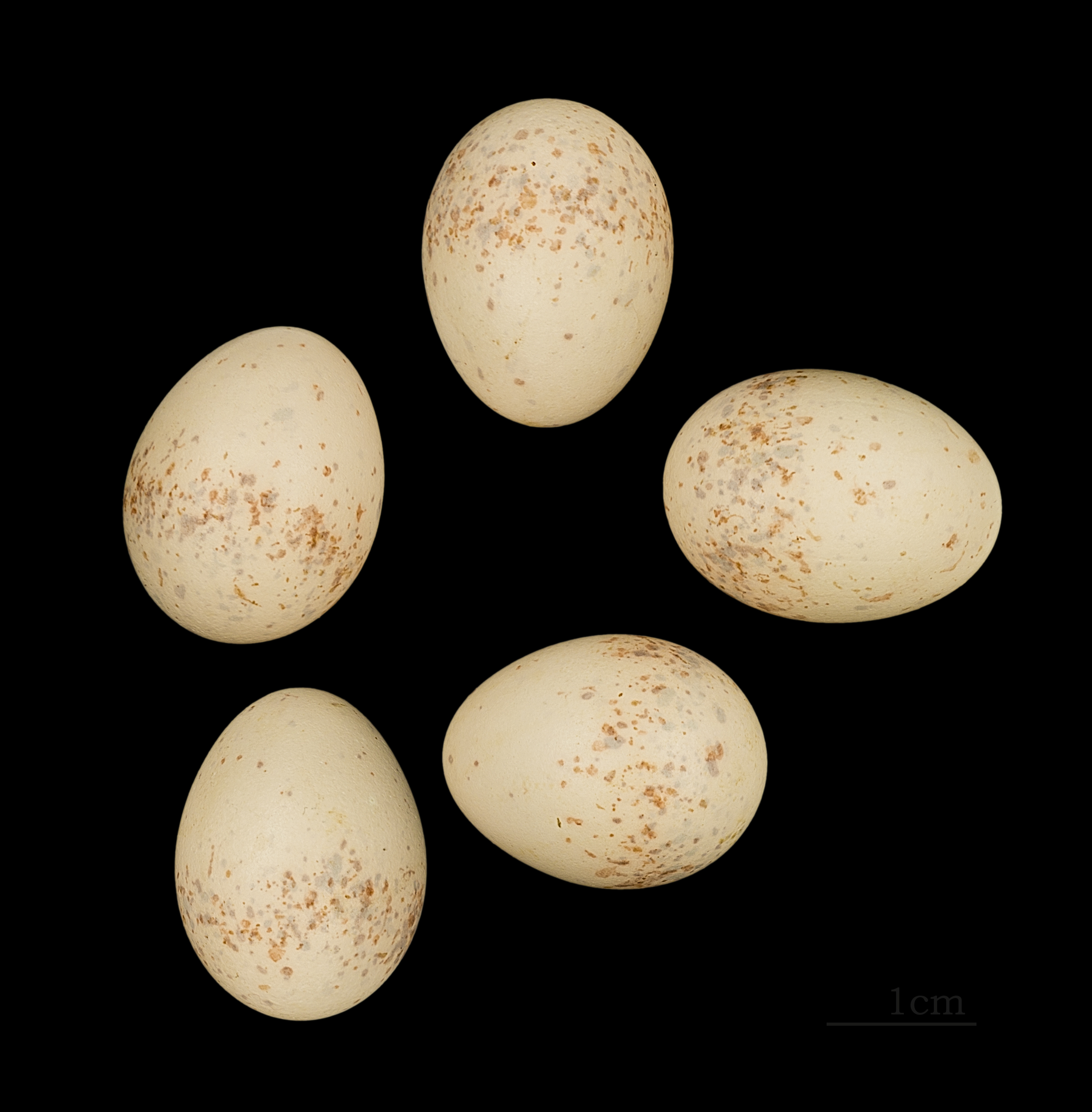
Gelege des Isabellwürgers

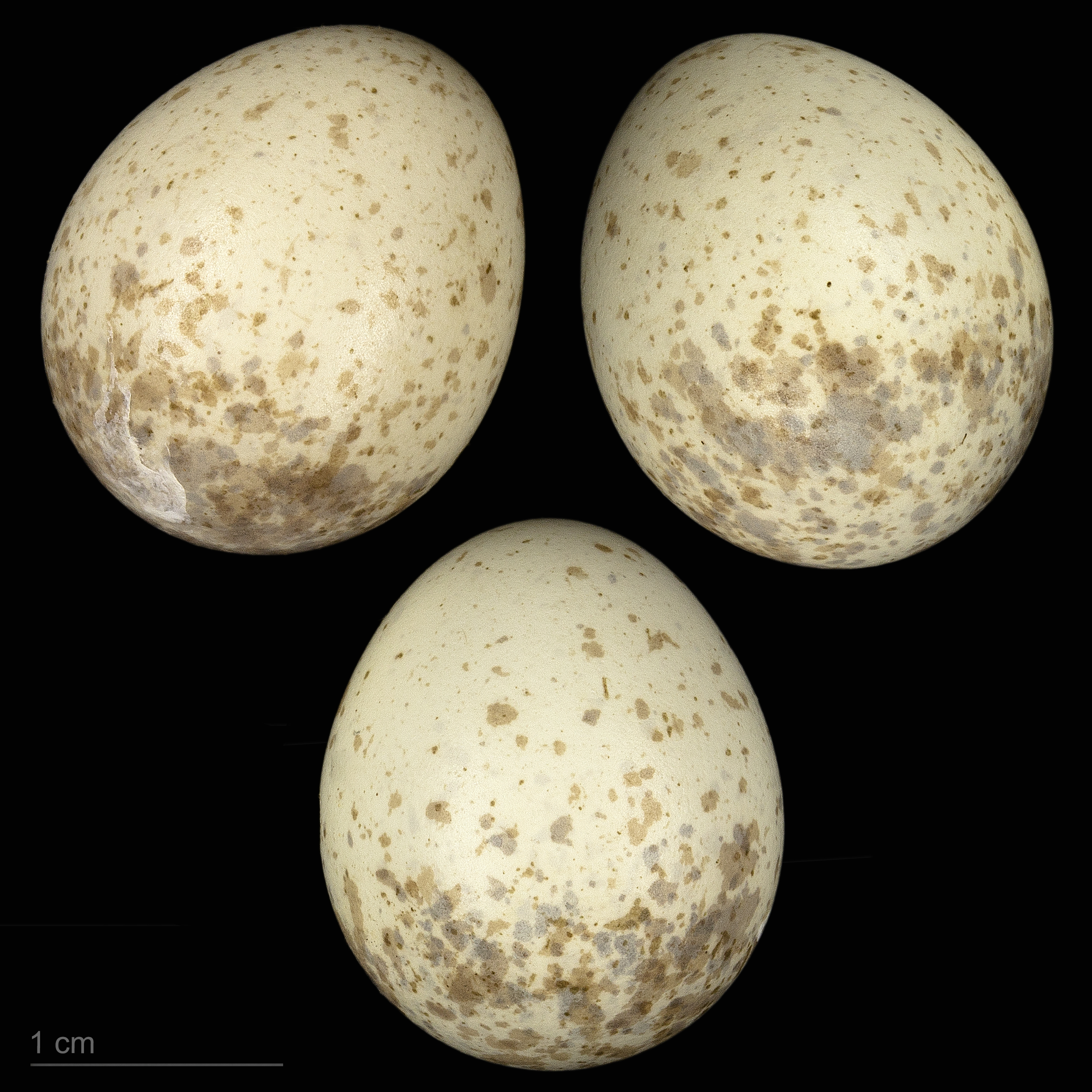
Lanius isabellinus phoenicuroides, Sammlung Museum von Toulouse

Das Nest wird meist in Höhen zwischen einem und zwei Metern errichtet. Als Nestträger kommen die im Brutrevier vorhandenen Büsche und Bäume in Frage, bevorzugt werden jedoch dornentragende Arten. Die wesentliche Konstruktionsarbeit verrichtet das Weibchen, während das Männchen vor allem Material herbeischafft. Das Nest ruht auf einer Basis von lose ineinander verkeilten Zweigchen und Ästchen. Es ist ein sehr sorgfältig und kompakt gebauter, tiefer Napf, der vor allem aus ineinanderverwobenen Grashalmen und feinen Wurzeln besteht. Es werden jedoch alle geeigneten und in der Nestumgebung verfügbaren Materialien verbaut. Innen wird das Nest mit Federn sowie mit Pflanzen- und Tierwolle ausgelegt, außen gelegentlich mit Blättern und Rindenstücken verkleidet. Der Außendurchmesser beträgt durchschnittlich 165, der Innendurchmesser etwa 68 Millimeter. Die Höhe liegt bei 82 Millimetern.
Die ersten Gelege der Unterart L. i. arenarius wurden schon Ende März festgestellt. Vögel dieser Unterart scheinen häufig zweimal im Jahr zu brüten, bei den anderen sind Ersatzgelege bei frühem Gelegeverlust die Regel. Die Brutsaison der anderen Unterarten beginnt frühestens Ende April und endet gegen Mitte Juni. Die Gelegegröße schwankt zwischen drei und acht Eiern, meist sind es fünf oder sechs. Die Eier sind auf variablem Grund (weißlich, cremefarben, grünlich, blass rötlich) zum stumpfen Ende hin unterschiedlich intensiv grau, ocker oder rötlich gepunktet und gefleckt. Eier von L. (i.) phoenicuroides messen im Durchschnitt 22,2 × 16,7 Millimeter. Das Weibchen legt im Tagesabstand, meist in den Morgenstunden. Nur das Weibchen brütet. Es wird während der Brutzeit und in den ersten Nestlingstagen vom Männchen mit Nahrung versorgt. Die Brutzeit schwankt, abhängig von den Wetterverhältnissen, zwischen 13 und 17 Tagen. Die Jungen schlüpfen nackt und blind, entwickeln sich aber sehr schnell und verlassen bereits nach 13–16 Tagen das Nest. Letztgeschlüpfte Junge verkümmern oft und sterben. Frischflügge Isabellwürger verbleiben noch lange in der Nestumgebung und werden bis zu einem Monat nach Verlassen des Nestes von den Eltern gefüttert. Isabellwürgergelege werden vor allem vom Kuckuck parasitiert.
Zum Bruterfolg der Art liegen keine Daten vor.

## Systematik
Die Systematik des Isabellwürger-Artenkomplexes ist wegen der polytypischen Erscheinungsform sowie aufgrund der Vermischungszonen sowohl zwischen den Unterarten als auch zwischen Neuntöter und Braunwürger schwierig und umstritten; der holländische Ornithologe Karel Voous bezeichnete sie 1979 als capricious (unberechenbar, schwer einschätzbar).
Das Typusexemplar wurde 1833 von Christian Gottfried Ehrenberg als Lanius isabellinus erstbestimmt. Es stammt aus einer Sammlung von Bälgen, die der 1825 verstorbene Friedrich Wilhelm Hemprich sammelte oder die Hemprich und Ehrenberg von gemeinsamen Reisen nach Arabien und Nordostafrika mitbrachten. Der Herkunftsort des Balges liegt im Süden der Provinz Mekka. Später wurde diese Art als Nominatform einer Reihe ähnlich gefärbter, vor allem in Zentralasien ostwärts bis Nordwestchina vorkommender Würger angesehen. Nach sehr unterschiedlichen taxonomischen Einschätzungen spaltete 1930 der russische Ornithologe Boris Karlowitsch Stegmann den gesamten isabellinus-Komplex in vier Arten auf. Zwischen 1960 und 1980 revidierten vor allem Panov, aber auch andere russische Ornithologen diese taxonomische Beurteilung: Sie bestätigten den Artrang der am weitesten westlich verbreiteten Art/Unterart, L. phoenicuroides, fassten jedoch die verbleibenden drei Würger aus diesem Komplex in einer Art, mit der Nominatform L. isabellinus zusammen.
Besonders verwirrend wurde die Taxonomie des Isabellwürger-Komplexes, als 2000 im Bulletin of the British Ornithologists’ Club eine Arbeit von D. J. Pearson veröffentlicht wurde, in der der Autor die Meinung vertrat, dass das Typusexemplar, also L. i. isabellinus Hemprich & Ehrenberg, 1833, nicht dieser Unterart, sondern der Unterart L. i. speculigerus zuzuordnen sei, also umbenannt werden müsse. Folgerichtig wurde aus L. i. speculigerus die Nominatform isabellinus (mit dem fallweise erwähnten Synonym speculigerus). Das Taxon L. i. speculigerus wurde dadurch obsolet und L. i. isabellinus bekam den ältesten verfügbaren Namen L. i. arenarius. Zusätzlich wurde vorgeschlagen, auch den Artrang von L. phoenicuroides aufzuheben. Dieser Sichtweise folgten die wesentlichsten westlichen Lanius-Spezialisten, vor allem Tony Harris und Reuben Yosef. Panov dagegen hält weder die Bestimmung des Typusexemplars durch Pearson für korrekt, noch stimmt er einer Aufhebung des Artranges von L. phoenicuroides zu.
Zurzeit sieht das HBW den Isabellwürger als polytypische Art mit vier Unterarten, ebenso die IUCN. IOC und Avibase trennen L. phoenicuroides als eigenständige Art von der isabellinus-Gruppe ab, eine Sichtweise, die auch Panov favorisiert.
Differenzierte molekulargenetische Untersuchungen sind noch nicht verfügbar. Die nicht umfangreiche Arbeit von Wei Zhang et al., die nur Isabellwürger aus Westchina (nach derzeitiger Sicht L. arenarius) berücksichtigt, sieht den Isabellwürger als Schwesterart des Neuntöters und den Braunwürger in einer Parallelklade.
Die nachfolgende Darstellung der Unterarten folgt dem HBW in der Redaktion von 2008. Die Abtrennung von L. i. phoenicuroides als selbstständige Art scheint in Fachkreisen jedoch zunehmend unterstützt zu werden.
- Lanius isabellinus isabellinus Hemprich & Ehrenberg, 1833 : Südliches und östliches Daurien, Mongolei mit Ausnahme des Nordwestens sowie Nordwest- und Nordchina. (Südöstlicher Altai, nordöstliche Vorgebirge des Tian Shan sowie nordöstliches Xinjiang.)

- Lanius isabellinus arenarius Blyth, 1846 : Westliches- und nördliches Zentralchina, südöstliche Vorgebirgsketten des Tian Shan bis zum Tarimbecken; ostwärts bis ins nordwestliche Gānsù und in die westliche Innere Mongolei. Südostwärts bis Níngxià. Blassgraue Oberseite, Maske beginnt meist erst hinter dem Schnabelspalt, Bürzel und Schwanz verwaschen braun.

- Lanius isabellinus tsaidamensis Stegmann, 1930 : Qaidam-Becken im nördlichen Qinghai. Größte Unterart. Wie L. i. arenarius aber noch blasser, verwaschener. Die Berechtigung dieser Unterart ist umstritten.

(* Lanius (isabellinus) phoenicuroides) (Schalow, 1875) : Südliches und östliches Kasachstan, nordöstlicher Iran, Afghanistan, Pakistan ostwärts bis zum Indus, nach Nordosten bis ins äußerste südwestliche Xinjiang. Intensiver, gesättigt bräunlicher als die Nominatform, Kopf oft kastanienbraun, häufig ein recht breiter weißer Überaugenstreif. Weißliche Unterseite mit nur schwach oder gänzlich ungetönten Flanken. Daneben kommen auch Individuen vor, die deutlich mehr grau sind; sie wurden zuweilen als Unterart L. i. karelini beschrieben. Von vielen Autoren wird die Unterart L. isabellinus phoenicuroides als eigenständige Art, Turkestanwürger (Lanius phoenicuroides), betrachtet.
In seiner letzten taxonomischen Revision (2017) anerkennt auch das HBW den Artstatus von Lanius phoenicuroides. Als deutscher Trivialname wird Rotschwanzwürger genannt.

## Bestand und Bedrohung
Es liegen weder quantitative Bestandseinschätzungen noch populationsdynamische Analysen vor. Für die Unterarten L. i. arenarius und L. i. tsaidamensis fehlen alle bestandsrelevanten Erkenntnisse. Die Verbreitungsdichte der Nominatform und von L. (i.) phoenicuroides schwankt regional sehr stark, gebietsweise ist die Art jedoch ein häufiger Brutvogel. Der Isabellwürger bewohnt sehr karge Gebiete, die landwirtschaftlich kaum nutzbar sind. Dort jedoch, wo Bewässerungsfeldbau betrieben wird, verringert steigender Insektizideintrag die Beutetierdichte und damit die Bestandsdichte der Art. Die IUCN bewertet die Bestandssituation mit LC = Keine Gefährdung (least concern).